# Senza esclusione di colpi (film 1989)
Senza esclusioni di colpi (No Holds Barred) è un film del 1989 diretto da Thomas J. Wright.
Il film segna il debutto della superstar del wrestling Hulk Hogan come protagonista. Hogan aveva già avuto un'esperienza cinematografica nel film Rocky III, diretto e interpretato da Sylvester Stallone.

## Trama
Rip è un grande campione di wrestling, fedelissimo ai suoi fan e alla rete televisiva con la quale ha un contratto. Brell, il nuovo capo di un'altra rete rivale, vorrebbe assicurarsi le prestazioni di Rip, ottenendo però un secco rifiuto. Brell, che vuole a tutti i costi Rip, non molla, e si serve del misterioso, gigantesco ed emergente Zeus per tentare nuovamente di arrivare a Rip.

## Budget
Per la realizzazione del film è stato stanziato un budget di $8,000,000 ed ha incassato $16,093,651 negli Stati Uniti.